# Humphrey Stafford, 1:e hertig av Buckingham
Humphrey Stafford, 5:e earl av Stafford, 1:e hertig av Buckingham, död 1460, var en engelsk hertig, farfar till Henry Stafford, 2:e hertig av Buckingham.
Hertigen av Buckingham deltog i hundraårskriget mot Frankrike, och var en tid ståthållare i Paris. 1444 utnämndes han till förste hertig av Buckingham. Han stod på kungapartiet huset Lancasters sida i det begynnande "rosornas krig". Hertigen stupade i slaget vid Northampton.